# Sinagoga de la Calle Stanton
La Sinagoga de la Calle Stanton (en inglés: Stanton Street Synagogue) es una sinagoga histórica ubicada en Nueva York, Nueva York. La Sinagoga de la Calle Stanton se encuentra inscrita  en el Registro Nacional de Lugares Históricos desde el 10 de octubre de 2002.  Louis A. Sheinart diseñó la Sinagoga de la Calle Stanton.

## Ubicación
La Sinagoga de la Calle Stanton se encuentra dentro del condado de Nueva York en las coordenadas 40°43′12″N 73°59′04″O / 40.72, -73.984444.